# Kunhegyes
Kunhegyes város az Észak-Alföldi régióban, Jász-Nagykun-Szolnok vármegyében, a Kunhegyesi járás székhelye.

## Fekvése
Az Alföldön, a Közép-Tiszavidéken, a Nagykunság északnyugati részén található, a Nagykunsági-főcsatorna közelében, a Kakat-ér mellett, Budapesttől 160, a Tisza-tótól (Abádszalóktól) kb. 15, a megye székhelyétől, Szolnoktól pedig kb. 50 kilométerre.
A közvetlenül szomszédos települések: észak felől Abádszalók, északkelet felől Kunmadaras, kelet felől Karcag, dél felől Kenderes, nyugat felől Tiszagyenda, északnyugat felől pedig Tiszabura; a fentieken túlmenően dél-délkelet felől pontszerűen határos még Kisújszállással is. Észak-északkeleti irányban a legközelebbi település Tomajmonostora, de a közigazgatási területeik nem határosak.

### Megközelítése
Legfontosabb közúti elérési útvonala a Tiszafüredtől Fegyvernekig húzódó 34-es főút, ezen érhető el mindkét végponti település irányából. Abádszalókról a 3221-es, Tiszaszőlős-Tiszaszentimre-Tomajmonostora felől a 3217-es, Tiszagyenda felől a 3222-es, Karcag felől pedig a 3403-as úton.
A közúti tömegközlekedést a Volánbusz autóbuszai biztosítják. A környező településeken kívül közvetlenül elérhető Eger, Szolnok, Jászberény, Debrecen, Békéscsaba, Gyöngyös, Tiszafüred és Miskolc.
A hazai vasútvonalak közül a Kál-Kápolna–Kisújszállás-vasútvonal érinti, melynek két megállási pontja van itt. Kunhegyes vasútállomás a belterület északi szélén helyezkedik el, nem messze a 3217-es út vasúti keresztezésétől, nyugati irányban; közúti elérését az abból kiágazó 32 325-ös számú mellékút biztosítja. Előhát megállóhely a belterület keleti peremén található, a 34-es főút vasúti keresztezésétől néhány száz méterre déli irányban.

## Története

### 1552-ig
A települést elsőként Hegyesegyháza néven Károly Róbert király Vácon, 1311. november 8-án kelt oklevelében említi. Idővel Hegyesegyháza nevéből az „egyház” szót elhagyták, és a helységet röviden Hegyesnek, utóbb a rajta átfolyó Kakat ér után Kakathegyesnek nevezték.
Hegyes nem volt kun község, noha a kunoknak is voltak itt birtokaik. E birtokokhoz a XIII. századi betelepülésük során adományok, családi kapcsolatok révén jutottak hozzá. Kunhegyes határát azonban különböző perek során mindig elkülönítették mind a kun, mind a magyar településekétől.
1552-től a község már a mai nevén szerepelt.

### 1552–1745
A kunok a Hegyes melletti Kolba(z)-szék települést ülték meg, azonban a XVIII. század elején az elvándorlások után oda már nagy számban nem tértek vissza. 1596-ban a törökök pusztították, lakói elmenekültek. 1629-től dokumentáltan újra lakják, de 1683-ban a tatár seregek pusztává tették az egész Nagykunságot, így lakosai ismét szétszéledtek.
A kunok és a hegyesiek 1698-ban kezdtek hazaszállingózni, tömeges visszatelepedésük 1701-ben történt. 1699 után, közvetlen a karlócai békekötést követően I. Lipót király a háborúk költségeinek fedezésére 500 000 rénes forintért a Jászságot és a Kunságot eladta a német lovagrendnek. Az addig önkormányzattal rendelkező jász-kun népet ezzel jobbágyságba süllyesztve (lásd még Kunkapitány). Az eladatás után a lakosság egy része a mocsarasabb területekre menekült.
A Rákóczi-szabadságharc idején újból népes község volt, jelentős bázisa a kuruc mozgalomnak. Rákóczi ugyanis ígéretet tett az önkormányzatuk visszaállítására (lásd még: Kunhegyes Rákóczi út). Kunhegyes és Madaras volt a csapatok fő táborhelye a vidéken. 1705-ben a rácok kirabolták és felgyújtották a községet. Lakóit Rákóczi rakamazi birtokaira telepítette. 1711-ben kezdődött meg a visszaköltözés. Ettől kezdve lakossága szemlátomást gyarapodott.

### A megváltás kora (1745–1867)
1745-ben Mária Terézia királyi kiváltságlevelében a jász-kunok kérelmére megengedte, hogy földjeiket a német lovagrendtől, ill. az azt kezelő pesti invalidusoktól megválthassák, ez volt a Redemptio. A vételár igen magas volt, az ország akkori éves költségvetésével összemérhető. A redemptióban a lakosság kb. 2/3-a tudott részt venni, így a település virágzásnak indult. A megváltáshoz szükséges kölcsönöket a Hármas kerület kb. 1765-re tudta kifizetni.
1786-ban II. József engedélyével a nagykun községek Hatkunság kezdeményezésére és összefogásával megkezdődött a már kezdetleges módon rekesztett Mirhó-fok elzárása. A Mirhó-fok a Tiszából eredő árvizek egyik kiindulópontja volt. A Nagykunság intenzív gazdasági fejlődését, mely főként állattenyésztésből és mezőgazdálkodásból állt, a rendszeres és kiterjedt árvizek nagyban hátráltatták. Ennek elzárása a Tisza-szabályozás első lépése volt. A környező települések közös erejéből történő gátépítés 1795-ben fejeződött be. A redemptusok és irredemptusok a 18. század második végére éles ellentétbe kerültek egymással. A gátépítések által felszabadult területek is a redemptio arányában kerültek kiosztásra, ill. közös tulajdonba. Ez idézte elő, hogy 1785-ben mintegy 211, főként irredemptus család költözött ki a kincstár bácskai birtokaira (Bácsfeketehegy, ma Feketics (Szerbia) és Velics).
1827-ben megnyílt az első gyógyszertár az úgynevezett felsőtizedben. A település első orvosa ekkor Német Benjámin községi kirurgus volt. A kéttornyú református templom terveit Hild József készítette 1839-ben. A város jelképévé vált templom az ország 2. legnagyobb református temploma a maga 1200 ülő- és közel 4000 állóhelyével. 1848-ban 560 gyalogost és 49 lovas nemzetőrt állított ki a város. Nemcsak katonákkal, hanem pénzzel és természetbeni juttatásokkal is segítették a szabadságharcot. A későbbiekben még 441 önkéntes katona vállalta a harcot.
A Hatkunság önállósága az 1867-es a kiegyezéskor szűnt meg, így a Hármaskerület volt Magyarország legutolsó nevesített önkormányzata (autonóm területe).

### 1867–1944
1734-ben kezdték építeni az első községházát, amelynek helyén 1878-ban új városházát építettek Pum József királyi mérnök tervei alapján. 1879-ben már önálló egészségügyi kört képezett a város 3 orvosa és 1 gyógyszerésze. 1885-től Önkéntes Tűzoltó Egylet kezdte meg működését a településen.
Kunhegyes 1871-ben az új községi törvény alapján rendezett tanácsú várossá alakult, de a vele járó többlet adóteher miatt polgárai 1895-ben lemondtak erről a jogállásáról és nagyközséggé alakult. Ezzel egyidejűleg Kunhegyes a tiszai felső járás székhelye lett, és az is maradt egészen 1965-ig, az 1950 óta már Kunhegyesinek nevezett járás megszüntetéséig.
Az első világháborúban a kunhegyesiek jóformán minden fronton harcoltak. A katonák közül 373 elesett, 676 hadifogságba jutott. A háború ideje alatt a sebesültek részére a Függetlenségi Olvasókör szolgált kórházul.
1919. március 21-én Kunhegyesen is kikiáltották a Tanácsköztársaságot. Mindez azonban csak április 30-áig tartott, mert a román hadsereg Kunhegyest megszállva tartotta 1920. február 18-áig.

### 1944-től

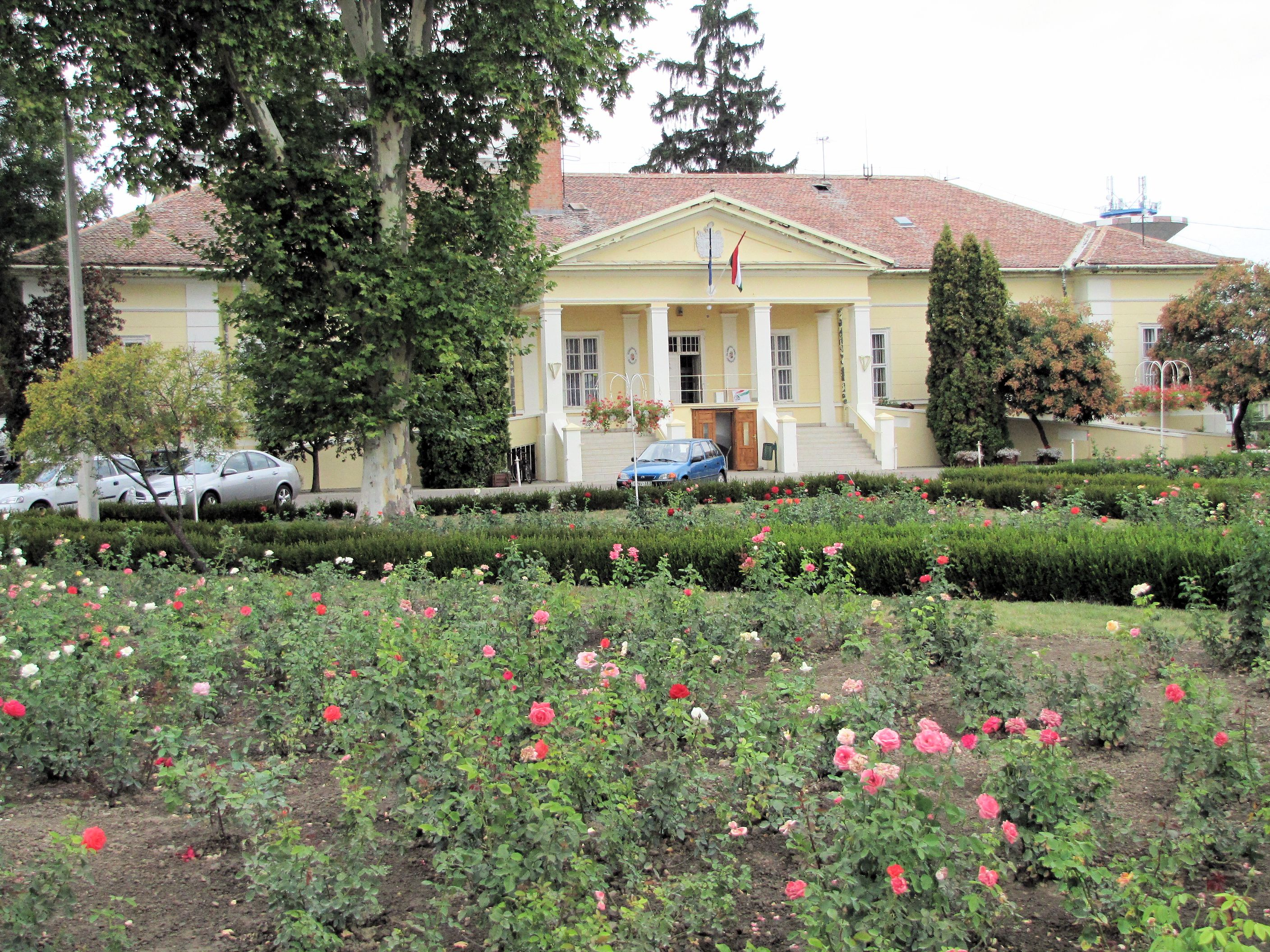
Városháza

1944. október 9-én foglalták el az oroszok Kunhegyest, amelyet még a német páncélos ellentámadás érintett. Harcok a község belterületén nem folytak, így különösebb épületkárok nem keletkeztek. A II. világháború hozzávetőlegesen 400 áldozatot követelt a településről.
1946-ban társadalmi segítséggel az egészségházban szülőotthont létesítettek, ami már nem működik. 2005-ben Kunhegyes lakosainak egészségügyi ellátását 4 háziorvos, 1 szülész-nőgyógyász szakorvos, 1 tüdőgyógyász, 2 fogász, 1 gyermekgyógyász szakorvos biztosította. 1955-ben 40 férőhelyes bölcsődét nyitottak. Az 1956-os események idején az egyik tsz állatállományát széthurcolták, szobrokat rongáltak, de fegyveres harcok nem folytak Kunhegyesen. Az 1960-as évek elején megindult az erőteljes iparosodás, ennek következtében a község fokozatosan fejlődött annak 1989 utáni megszűnéséig.
1970-ben a települést nagyközséggé nyilvánították. Ma a Tiszafüredi kistérség tagja. Az 1970-es években Kunhegyes és Feketics hivatalosan is testvérvárosi kapcsolatot létesített. A közös múltra mindkét településen egy-egy kopjafa emlékeztet.
1983-ban megkezdték a szilárd burkolatú utak, 1984-ben a gázhálózat kiépítését. 1985-ben kezdődött az ivóvízhálózat rekonstrukciója.
A nagyközség 1986-ban ünnepelte fennállásának 700. évfordulóját. 1988-ban a BHG Híradástechnikai Vállalat crossbar telefonközpontot telepített Kunhegyesen, ezzel megkezdődött a telefonhálózat kiépítése. 1989-ben sikerült visszakapnia városi rangját. A városavató ünnepséget – melyen 4000 fős létszámmal vett részt a város lakossága, elszármazottak – a református templomban rendezték. 1995 végére a gázhálózat teljesen kiépült, és majdnem mindenütt elkészültek a szilárd burkolatú utak.
Az 1989 utáni évek változásai Kunhegyesre lakosságára negatív irányba hatottak. Az ipari munkahelyek drasztikus csökkenése folytán nőtt a munkanélküliség, az elvándorlás. A lakosság népessége az 1949-es 11104-ről 2007-re 8506 főre csökkent.
Kunhegyes város képviselőtestülete 2013. február 13-ai döntésével megszüntette a Bajcsy-Zsilinszky utca elnevezést, és az utcát Wass Albertre keresztelte át. Horthy Miklós nevét viseli ezentúl egy szovjet katonatisztről – aki a második világháborúban a településen hunyt el – elnevezett utca Kunhegyesen. A 20. századi önkényuralmi rendszerekhez köthető elnevezések tilalmáról szóló törvény értelmében a településen összesen tíz utca neve változott meg.

## Közélete

### Polgármesterei
- 1990–1994: Szelekovszky István (független)[5]
- 1994–1998: Szelekovszky István (független)[6]
- 1998–2002: Kontra József (MSZP)[7]
- 2002–2006: Kontra József (MSZP)[8]
- 2006–2010: Szabó András (Fidesz-Kisgazda Polgári Egyesület-KPK)[9]
- 2010–2014: Szabó András (Fidesz)[10]
- 2014–2019: Szabó András (Fidesz)[11]
- 2019–2024: Szabó András (Fidesz-KDNP)[12]
- 2024– : Szegediné Szabó Dóra (független)[1]

A települési önkormányzat képviselő-testülete (a polgármesterrel együtt) 9 főből áll. A város hivatalos újságja a havilapként megjelenő Kunhegyesi Híradó. A településen Cigány Nemzetiségi Önkormányzat is működik.

## Népesség
A település népességének változása:
| Lakosok száma | 7748 | 7653 | 7521 | 7217 | 7056 | 6944 | 6829 |
|               | 2013 | 2014 | 2018 | 2021 | 2022 | 2023 | 2024 |

2001-ben a város lakosságának 98%-a magyar, 2%-a cigány nemzetiségűnek vallotta magát.
A 2011-es népszámlálás során a lakosok 87,9%-a magyarnak, 2,2% cigánynak, 0,3% németnek mondta magát (12,1% nem nyilatkozott; a kettős identitások miatt a végösszeg nagyobb lehet 100%-nál).
2022-ben a lakosság 89,3%-a vallotta magát magyarnak, 1,3% cigánynak, 0,3% németnek, 0,2% ukránnak, 0,1% szlováknak, 0,1% románnak, 1,2% egyéb, nem hazai nemzetiségűnek (10,7% nem nyilatkozott; a kettős identitások miatt a végösszeg nagyobb lehet 100%-nál). Vallásuk szerint 18,4% volt református, 6,6% római katolikus, 0,1% görög katolikus, 0,9% egyéb keresztény, 0,9% egyéb katolikus, 38,2% felekezeten kívüli (34,7% nem válaszolt).

## Vallás

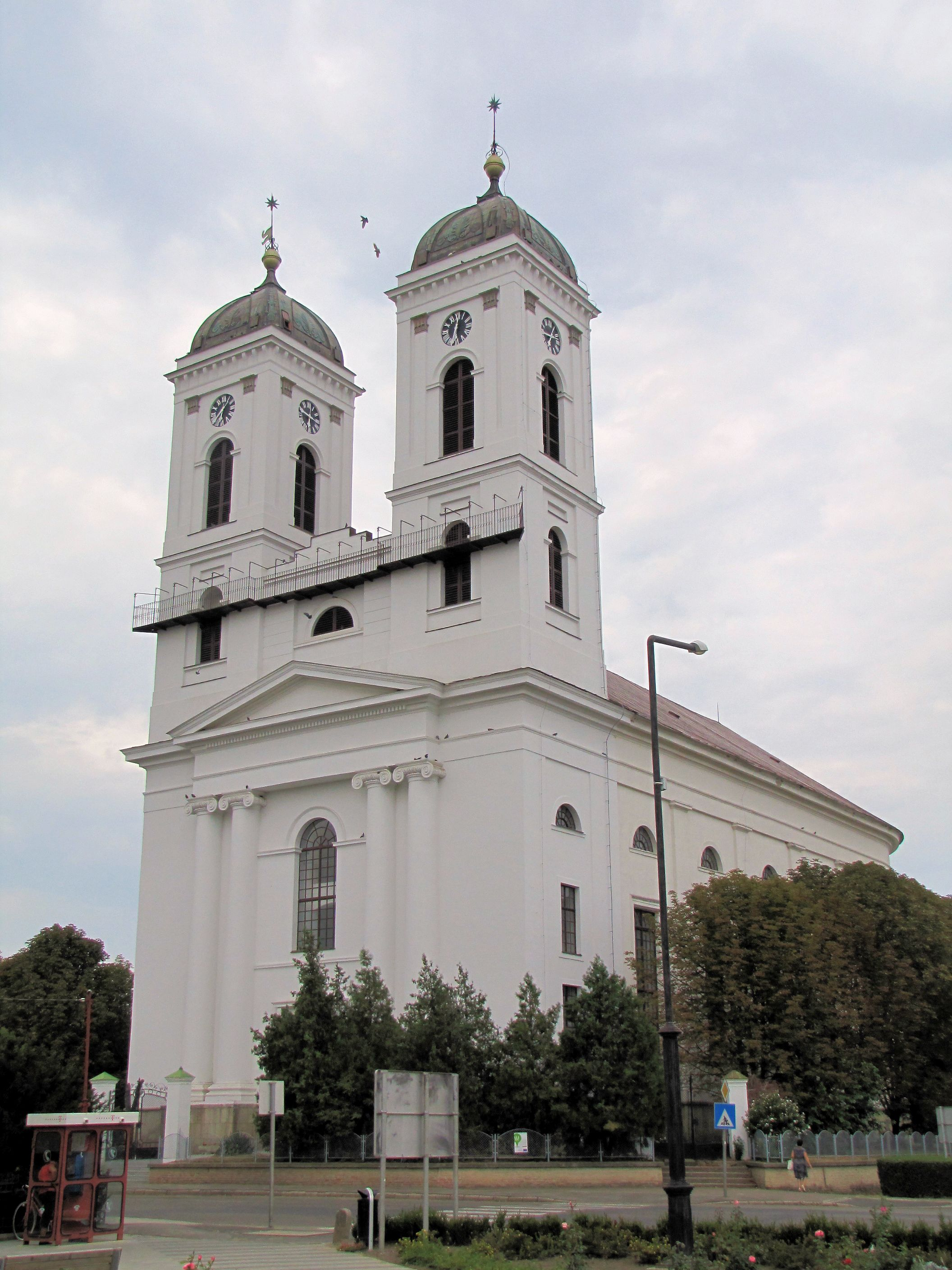
A kunhegyesi református templom

A 2001-es népszámlálás adatai alapján a lakosság kb. 37%-a református, illetve kb. 21,5%-a római katolikus vallású volt. Más egyházhoz (pl. görögkatolikus vagy evangélikus) vagy felekezethez kb. 1% tartozott, míg nem válaszolt, ismeretlen vagy nem tartozik egyetlen egyházhoz sem kb. 40,5%.
2011-ben a vallási megoszlás a következő volt: római katolikus 12,2%, református 23,7%, felekezeten kívüli 40,6% (22,1% nem nyilatkozott).

### Római katolikus egyház
Az Egri Főegyházmegye (érsekség) Jász-Kun Főesperességének Törökszentmiklósi Esperesi Kerületébe tartozik, mint önálló plébánia. Plébániatemplomának titulusa: Szentháromság. Filiaként hozzá tartozik a bánhalmai római katolikus temetőkápolna.

### Református egyház
A Tiszántúli Református Egyházkerület (püspökség) Nagykunsági Református Egyházmegyéjébe (esperesség) tartozik, mint önálló anyaegyházközség.

### Evangélikus egyház
Az Északi Evangélikus Egyházkerület (püspökség) Dél-Pest Megyei Egyházmegyéjében (esperesség) lévő Szolnoki Evangélikus Egyházközséghez tartozik, mint szórvány.

## Természeti értékek
- Kunhalmok

## Látnivalók

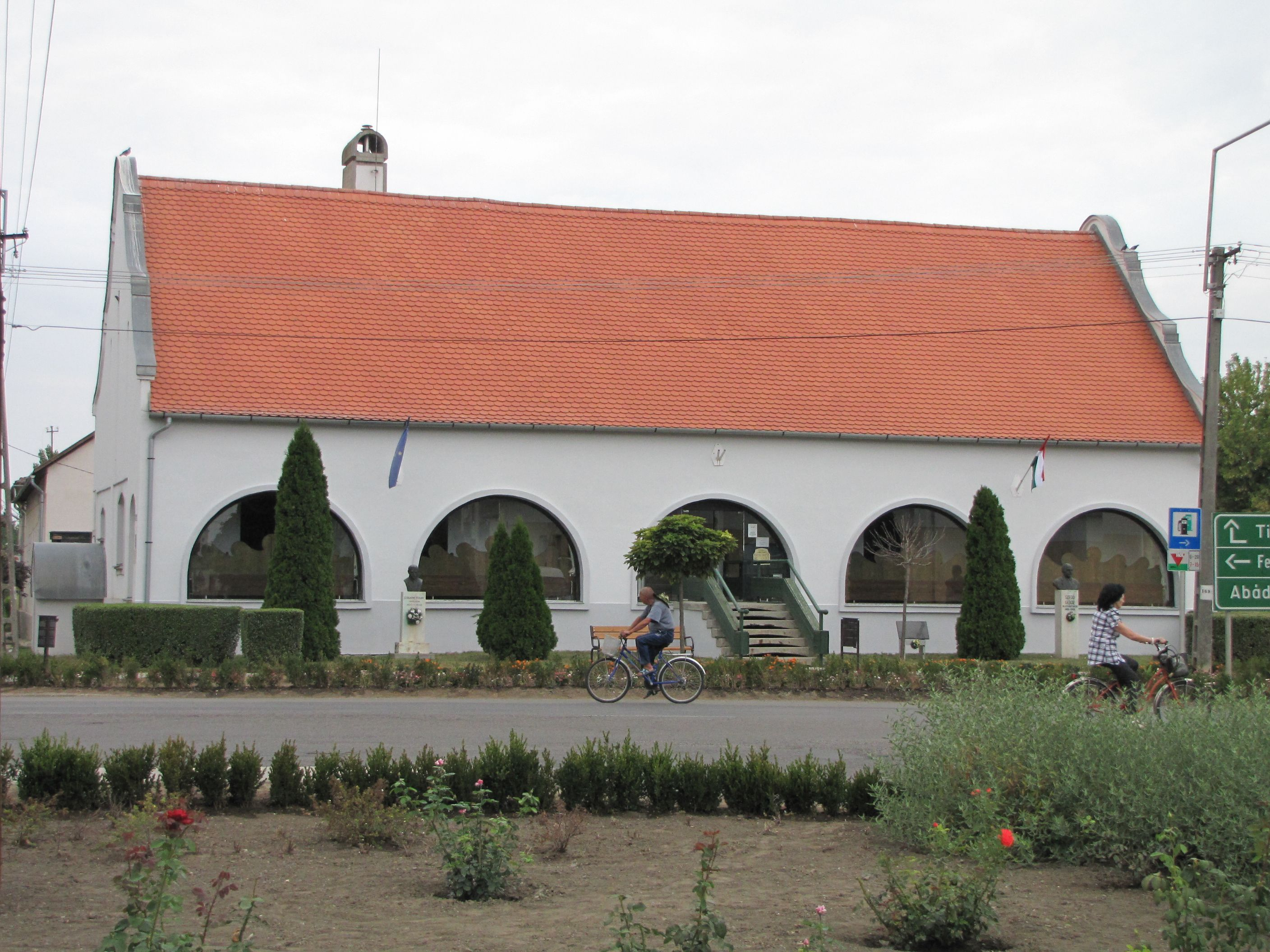
Az egykori sóház, ma városi könyvtár

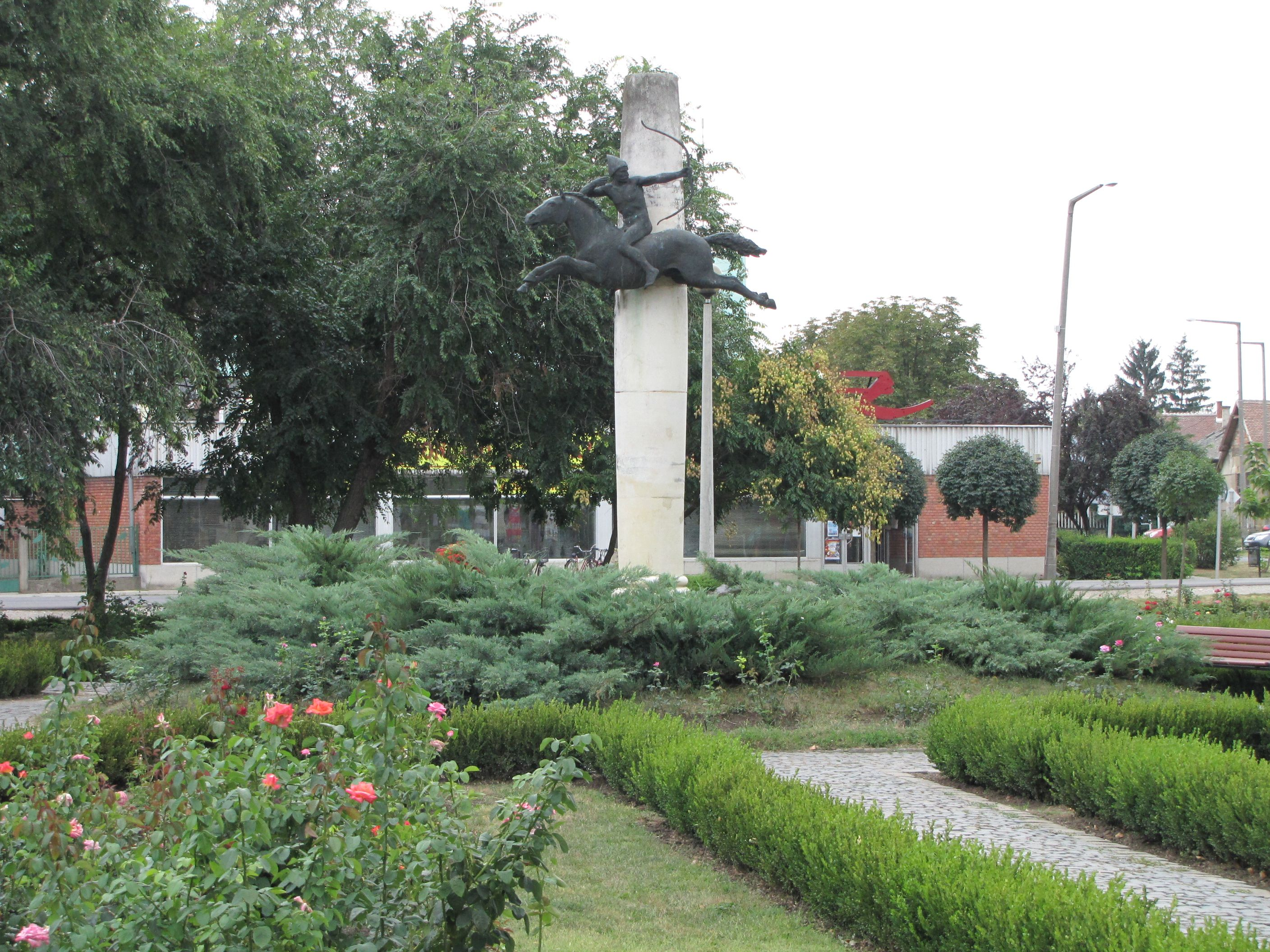
Nagykun lovas szobor a városháza előtti parkban

- Az ország 2. legnagyobb református temploma: 1827-48 között épült, klasszicista stílusban, Hild József tervei alapján. A kéttornyos, háromhajós csarnoktemplom befogadó-képessége kb. 4000 fő.
- Szent István szobra: Czupp Pál készítette 2000-ben.
- A XX. század mártírjainak emlékműve: Győrfi Lajos alkotása (1993)
- Sóház: 1739-ben épült, barokk stílusban. Jelenleg a Városi Könyvtár otthona.
- Zsigmond Ferenc mellszobra: Papi Lajos alkotása.
- Szegő Gábor mellszobra: Győrfi Lajos alkotása.
- Nagykun lovas szobor: 1986-ban készítette Győrfi Lajos.
- Kopjafa: A település fennállásának 700 éves évfordulójára állították fel Szelekovszky István alkotását.
- Trianoni kereszt.
- 1956-os emlékmű: Győrfi Sándor készítette 2006-ban.
- Városháza: 1878-ban épült, eklektikus stílusban, Pum János tervei alapján.
- Római katolikus (Szentháromság-) templom: 1830-36 között épült, klasszicista stílusban, Homályossy Ferenc tervei alapján.
- Miseruha-gyűjtemény (Katolikus templom)
- Néprajzi Gyűjtemény
- Kunkapitány-ház: az 1880-as években épült.
- Komlósi-féle szélmalom: A Nagykunság egyik legszebb szélmalma 1859-ben épült, téglából.
- Kunhegyesi Szent István Termálfürdő

## Sport
A város sportéletét a Kunhegyes Egységes Sportegyesület (KESE) fogja össze. Sportolói létszám kb. 200 fő.
- Labdarúgás: A focicsapat a Jász-Nagykun-Szolnok vármegyei bajnokság I. osztályában szerepel.
- Röplabda: Csak utánpótlás nevelő egyesületként működik.

## Ismert személyek

### Itt született
- Báró Mészáros János (1737–1801): hadvezér
- Kovács Imre (1832. november 14.–): református gimnáziumi igazgató-tanár
- Lengyel Lajos (1900. szeptember 24. – Budapest, 1968. március 24.): tanár, szótárszerkesztő
- Ilosvai Varga Imre (1814–1866): a Jászkun Kerület főjegyzője, Kossuth Lajos Tiszántúli élelmezési kormánybiztosa, 1861-64 között nagykun kapitány
- Zsigmond Ferenc (1883–1949): tanár, irodalomtörténész, akadémikus, az MTA tagja
- Kádár Endre, Schwartz (1886. december 9. – Auschwitz, 1944 november) magyar író, a Nyugat első nemzedékéhez tartozott
- Ilosvai Varga István (1895 – Budapest, 1978): érdemes művész, a szentendrei festőiskola tagja
- Szegő Gábor (1895 – USA, 1985): matematikus, a konstruktív függvénytan megalapítója[17]
- Romanek János: (1966) háromszoros magyar bajnok labdarúgó
- Angyal Zoltán (1985. március 21.): Stunt Rider, a 2007-es Stunt Rider Világbajnokság nyertese
- Dézsi Darinka (1987. július 17.) színésznő
- Fehér Krisztián (2002. július 17.): az X-Faktor 12. évadának győztese

## Rendezvények
- Jászkun Citeratalálkozó
- Legénybot Alkotótábor
- Mihály-napi Sokadalom
- Szélmalom Kerékpáros és Gyalogos teljesítménytúra
- Strandröplabda Bajnokság
- Konok Kunok Népi Játékok
- Ikrek Hava – Ikrek Napja
- Aratónap
- Kun Kupa Nemzetközi Ifjúsági Labdarúgó-torna[18]

## Testvérvárosai
- Feketics, Szerbia (1993)
- Felsőbánya, Románia (2006)
- Kishegyes, Szerbia (2001)
- Makkosjánosi, Ukrajna (2000)
- Siegen, Németország (2001)
- Szerzyny, Lengyelország (2003)
- Tasnád, Románia (szünetel)[19]

## Légifelvétel-galéria

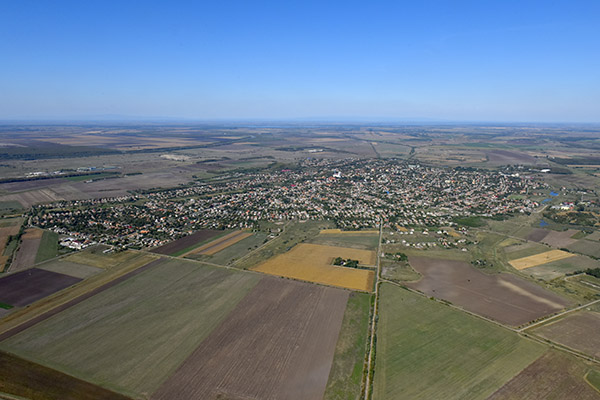
Kunhegyes látképe madártávlatból
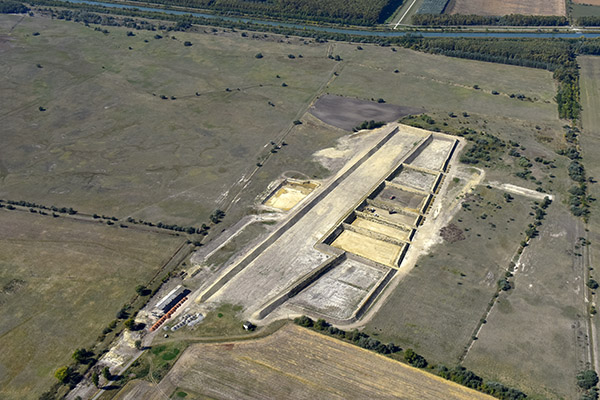
Kunhegyes külterület a magasból
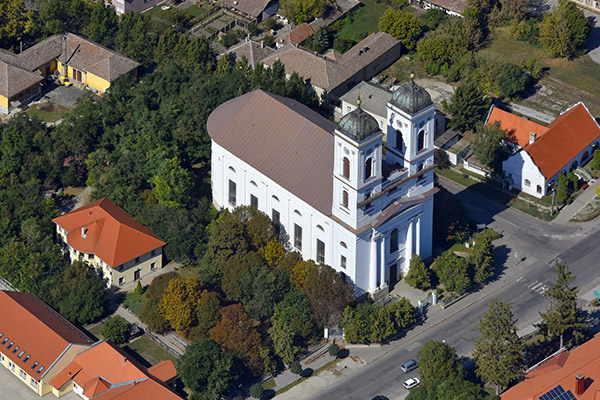
Kunhegyes, református templom légi fotón
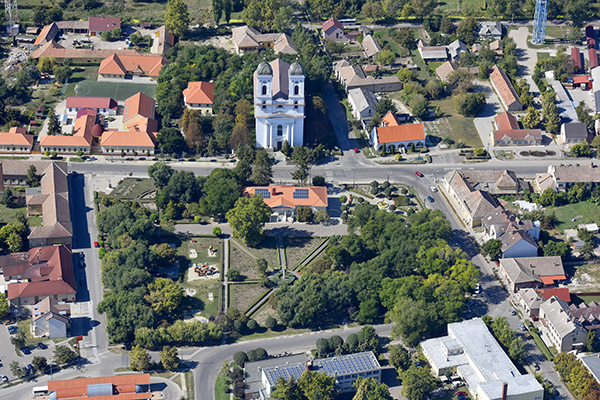
Kunhegyes központja a levegőből
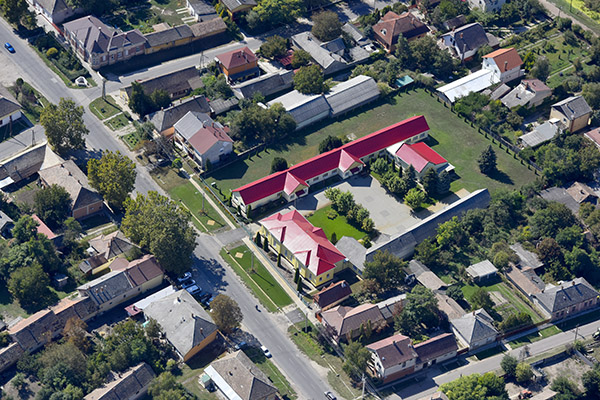
Kunhegyes légi felvételen
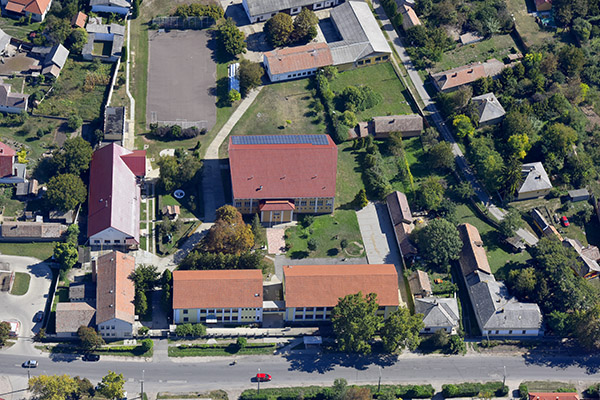
Kunhegyes – légi fotó